# Te voy a recordar: relatos de ciencia ficción
Te voy a recordar. Relatos de ciencia ficción es la cuarta antología de ciencia ficción publicada por la Editorial de la Universidad Estatal a Distancia de Costa Rica. Entre sus autores incluye a varios escritores conocidos por su trabajo en la ciencia ficción costarricense como Iván Molina, Daniel Garro, Jessica Clark, Laura Quijano y Daniel González entre otros.
Los distintos relatos incluyen temáticas muy variadas. El relato de Clark abarca la temática del viaje en el tiempo, el de Garro aborda el tema de la clonación y sus efectos en la mente humana, González presenta un relato humorístico con un final de ciencia ficción, Pérez-Yglesias retrata las inteligencias artificiales creadas en laboratorio, el relato de Quesada es sobre un novedoso tipo de terapia psiquiátrica transtemporal y el cuento de Rossi es la continuación de su cuento Abel aparecido en la antología anterior.

## Cuentos
- La Incompleta, Ana Cristina Rossi Lara
- Te voy a recordar, Daniel Garro Sánchez
- Los turistas siempre fastidian, Daniel González Chaves
- Un joven demonio entre las sombras, Iván Molina Jiménez
- Pronóstico del tiempo, Jessica Clark Cohen
- Círculo perfecto, Laura Quijano Vincenzi
- Hacker y el expediente CLO-B=X, María Pérez Yglesias
- La máquina de la memoria, Uriel Quesada Roman